# Tetragnatha tanigawai
Tetragnatha tanigawai este o specie de păianjeni din genul Tetragnatha, familia Tetragnathidae, descrisă de Okuma, 1988. Conform Catalogue of Life specia Tetragnatha tanigawai nu are subspecii cunoscute.

## Galerie

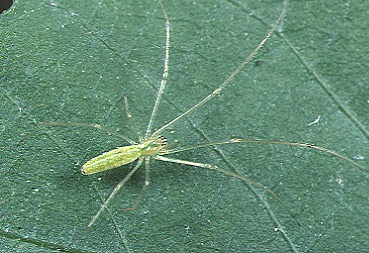
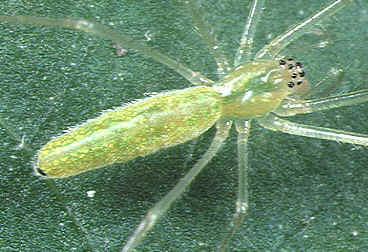
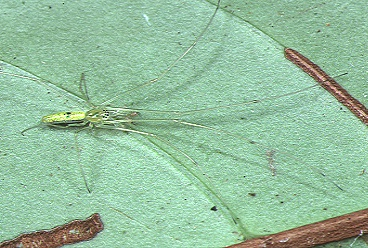
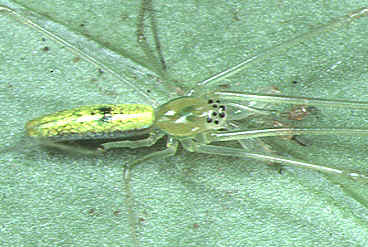